# Arnold Bruggink
Arnold Bruggink (ur. 24 lipca 1977 w Almelo) – holenderski piłkarz występujący na pozycji pomocnika.

## Kariera klubowa
Bruggink zawodową karierę rozpoczynał w 1993 roku w zespole FC Twente z Eredivisie. W tych rozgrywkach zadebiutował 27 lutego 1994 roku w zremisowanym 1:1 meczu z Go Ahead. 27 marca 1994 roku w wygranym 4:2 pojedynku z MVV Maastricht strzelił 2 gole, które były jego pierwszymi w Eredivisie. W Twente spędził 4 lata.
W 1997 roku Bruggink odszedł do innego klubu Eredivisie, PSV Eindhoven. Pierwszy ligowy mecz zaliczył tam 20 sierpnia 1997 roku przeciwko RKC Waalwijk (5:1). W tamtym spotkaniu zdobył także bramkę. W PSV występował przez 6 lat. W tym czasie zdobył z klubem 3 mistrzostwa Holandii (2000, 2001, 2003) oraz 2 Superpuchary Holandii (2001, 2002). W 2000 roku otrzymał także nagrodę Piłkarski Talent Roku w Holandii.
W 2003 roku podpisał kontrakt z hiszpańskim klubem RCD Mallorca. Spędził tam rok. W 2004 roku wrócił do Holandii, gdzie został graczem ekipy SC Heerenveen z Eredivisie. W jego barwach zadebiutował 11 września 2004 roku w wygranym 2:0 pojedynku z De Graafschap. Barwy Heerenveen reprezentował przez 2 lata. Łącznie rozegrał tam 53 ligowe spotkania i zdobył 7 bramek.
W 2006 roku Bruggink odszedł do niemieckiego Hannoveru 96. W Bundeslidze pierwszy mecz zaliczył 13 sierpnia 2006 roku przeciwko Werderowi Brema (2:4). 24 lutego 2007 roku w wygranym 4:2 spotkaniu z Borussią Dortmund zdobył 2 bramki, które były jego pierwszymi w Bundeslidze. W 2008 roku zajął z zespołem 8. miejsce w Bundeslidze, które było najwyższym w trakcie gry w Hannoverze. W sumie spędził tam 4 lata.
W 2010 roku ponownie został graczem zespołu Twente. W tym klubie zakończył karierę.

## Kariera reprezentacyjna
W reprezentacji Holandii Bruggink zadebiutował 2 września 2000 roku w zremisowanym 2:2 meczu eliminacji Mistrzostw Świata 2002 z Irlandią.